# Fara in Sabina
Fara in Sabina ist eine Gemeinde mit 13.843 Einwohnern (Stand 31. Dezember 2023) in der Provinz Rieti in der italienischen Region Latium.

## Geographie
Fara liegt 48 km nördlich von Rom und 37 km südlich von Rieti. Die Altstadt befindet sich auf dem Monte Buzio, einem Hügel in den Sabiner Bergen über dem Tibertal. Es ist Mitglied der Comunità Montana Sabina. Das Gemeindegebiet wird im Norden und Westen von den Flüssen Farfa und Tiber begrenzt.
Die Ortsteile sind Borgo Quinzio, Canneto Sabino, Coltodino, Corese Terra, Fara, Farfa, Passo Corese, Pomonte, Prime Case und Talocci. Passo Corese im Tibertal, mit dem Bahnhof von Fara, ist der mit Abstand größte Ortsteil.
Das Gemeindegebiet erstreckt sich über eine Höhe von 23 bis 600 m s. l. m.
Die Gemeinde liegt in der Erdbebenzone 2 (mittel gefährdet).
Die Nachbarorte sind Castelnuovo di Farfa, Montelibretti (RM), Montopoli di Sabina, Nerola (RM), Toffia.

### Verkehr
Fara liegt 18 km von der Ausfahrt Roma Nord an der Autobahn A1 Autostrada del Sole von Rom nach Mailand entfernt.
Sein Bahnhof an der Regionalbahnstrecke FR1 vom Flughafen Rom-Fiumicino über Rom-Tiburtina nach Orte, liegt 12 km vom Ortszentrum im Ortsteil Passo Corese.

## Geschichte
Fara liegt im Zentrum des antiken Siedlungsgebiets der Sabiner. Eine ihrer wichtigen Städte, Cures, befand sich beim heutigen Ortsteil Talocci. Der Ort Fara in Sabina wurde im 8. Jahrhundert von den Langobarden gegründet. Der Name Fara leitet sich vom langobardischen Wort fâra („Schar“) ab. Danach war er im Besitz der Abtei Farfa. Im Jahre 1084 eroberte König Heinrich IV. ihn und gab ihn der Abtei zurück. 1461 wurde er von Graf Federico da Montefeltro erobert, welcher die damaligen Besitzer aus der Familie Savelli vertrieb. Schließlich erwarb Pierangelo Orsini aus der Linie Mugnano den Ort, den seine Familie bis 1641 besaß, als der Streit um das Erbe von Enrico, Marchese di Stimigliano, mit einem Vergleich endete, durch den Fara zur Apostolischen Kammer gelangte.

## Bevölkerungsentwicklung
| Jahr      | 1861  | 1881  | 1901  | 1921  | 1936  | 1951  | 1971  | 1991  | 2001   |
| Einwohner | 1.660 | 2.349 | 3.637 | 4.218 | 5.425 | 6.203 | 7.046 | 9.319 | 10.810 |

Quelle: ISTAT

## Politik
Davide Basilicata (Lista Civica: Noi Fara) wurde am 5. Juni 2016 zum neuen Bürgermeister gewählt.

### Partnerstädte
- Santa Vittoria in Matenano in der Provinz Fermo, Italien
- Villemur-sur-Tarn im Département Haute-Garonne, Frankreich

## Sehenswürdigkeiten

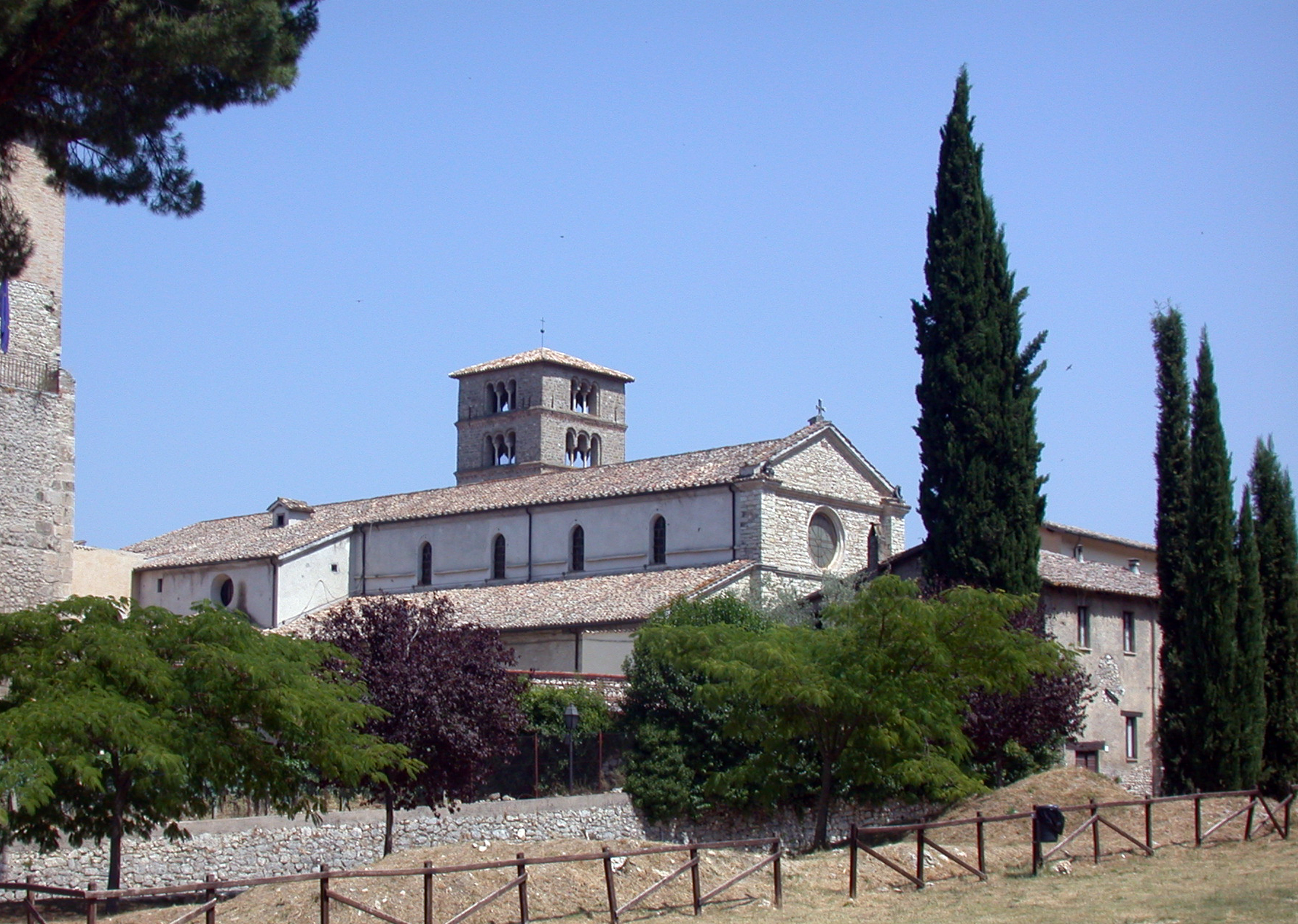
Benediktinerabtei Farfa

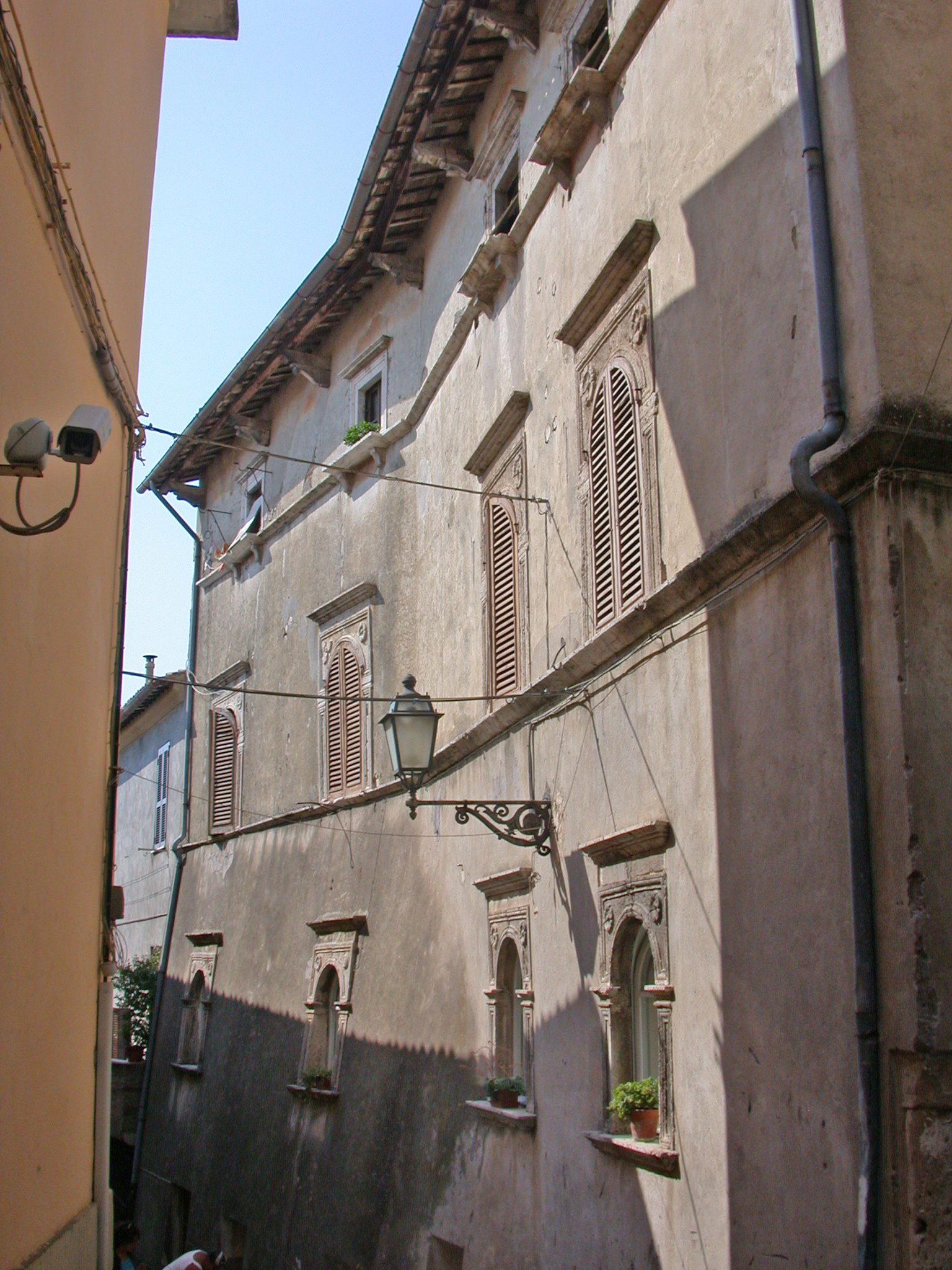
Palazzo Orsini

- Im Gemeindegebiet liegt das bedeutende Benediktiner-Kloster Farfa, das im 6. Jahrhundert gegründet wurde und im Mittelalter als Reichsabtei zu den reichsten und einflussreichsten Klöstern Europas zählte. Die Abtei wurde 1860/61 säkularisiert und  1928 zum italienischen Nationaldenkmal erklärt. Seit 1919/20 ist sie wieder Benediktinerkloster.
- Von der antiken Stadt Cures, der Heimatstadt des zweiten legendären römischen Königs Numa Pompilius, wurde ein Teil des Forums ausgegraben.
- Vom Castello di Postmontem aus dem 10. Jahrhundert blieb nur die Torre Baccelli.
- Der Palazzo Orsini stammt aus dem 15. Jahrhundert.

## Töchter und Söhne der Gemeinde
- Patrizia Spuri (* 1973), Sprinterin